# Daïra de Menaa
La daïra de Menaa est une daïra d'Algérie située dans la wilaya de Batna et dont le chef-lieu est la ville éponyme de Menaa.

## Localisation
La daïra est située au sud de la wilaya de Batna.

## Communes

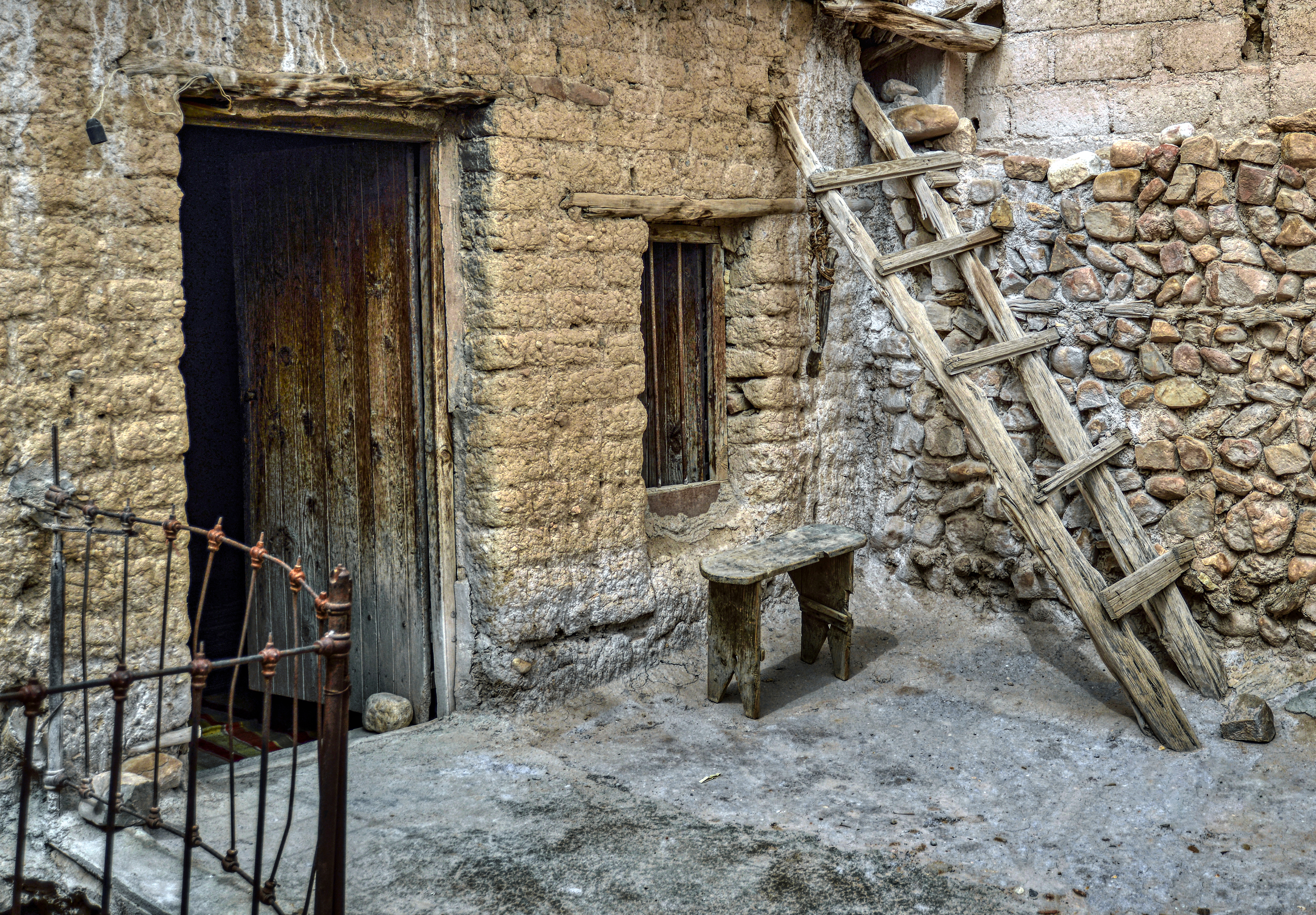
Kasbah de Menaa.

La daïra est composée de deux communes : Menaa et Tigherghar.